# Guilherme Bissoli
Guilherme Bissoli Campos (Jaú, Estado de São Paulo, Brasil; 9 de enero de 1998) es un futbolista brasileño que juega como delantero en el Buriram United.

## Trayectoria

### São Paulo
Bissoli se unió a la academia juvenil del São Paulo en 2009. Se convirtió en el máximo goleador del Campeonato Paulista sub-17 de 2015 con 22 goles. En 2016 ganó la Copa Paulista sub-20, la Copa RS sub-20 y la Copa do Brasil sub-20.
En noviembre de 2017 fue convocado a la categoría absoluta junto con otros tres jugadores del equipo juvenil para un partido del Campeonato Brasileño contra el Coritiba como suplentes de jugadores lesionados del primer equipo. El 3 de diciembre hizo su debut en Campeonato Brasileño con el primer equipo, reemplazando al Brenner en el empate 1-1 contra Bahía. Al final de la temporada 2017 fue ascendido al primer equipo.

### Athletico Paranaense
En junio de 2018 acordó un precontrato con el Athletico Paranaense con vigencia a partir de enero del año siguiente. En febrero de 2019 después de que expiró su contrato, fue asignado a Fernando de la Mora de Paraguay, y solo se unió al Athletico en enero de 2020 en calidad de préstamo hasta el final de la temporada.

#### Controversia de transferencia
En enero de 2020 el director ejecutivo de fútbol de São Paulo, Alexandre Pássaro, declaró que el club buscaría iniciar una investigación sobre el fichaje de Bissoli por el Athletico en el que obligaba al jugador a permanecer en São Paulo. Sin embargo, Bissoli se negó a quedarse en el tricolor y dejó el club cuando expiró su contrato en febrero de 2019.

## Clubes
| Club                 | País      | Año       |
| -------------------- | --------- | --------- |
| São Paulo            | Brasil    | 2017-2018 |
| Fernando de la Mora  | Paraguay  | 2019-2020 |
| Athletico Paranaense | Brasil    | 2021      |
| Cruzeiro (préstamo)  | Brasil    | 2021      |
| Athletico Paranaense | Brasil    | 2021-2023 |
| Avaí (préstamo)      | Brasil    | 2022      |
| Ceará                | Brasil    | 2023      |
| Buriram United       | Tailandia | 2024-     |

## Palmarés
Athletico Paranaense
- Campeonato Paranaense: 2020
- Copa Sudamericana: 2021

Buriram United
- Liga de Tailandia: 2023–24, 2024–25